# (1043) Beate
(1043) Beate és un asteroide pertanyent al cinturó d'asteroides descobert el 22 d'abril de 1925 per Karl Wilhelm Reinmuth des de l'observatori de Heidelberg-Königstuhl, Alemanya. Beate va ser designat inicialment com 1925 HB.
Es desconeix la raó del nom.
Beate està situat a una distància mitjana de 3,092 ua del Sol, podent allunyar-se'n fins a 3,223 ua i acostar-s'hi fins a 2,96 ua. La seva inclinació orbital és 8,935° i l'excentricitat 0,04247. Empra 1986 dies a completar una òrbita al voltant del Sol.